# Bangerz Tour
De Bangerz Tour was de vierde concerttournee en de tweede wereldtournee van de Amerikaanse zangeres Miley Cyrus. De tournee was aangekondigd in oktober 2013 en ging van start op 14 februari 2014. Het eerste concert vond plaats op Valentijnsdag 2014 in Vancouver (Canada) en de Bangerz Tour ging vervolgens verder in Europa (-juni 2014), Zuid-Amerika en Australië. Sommige optredens werden verplaatst wegens ziekte. De Amerikaanse tv-zender NBC zond op 6 juli 2014 een documentaire over de Bangerz Tour uit. Hierin kwamen beelden voor van achter de schermen en stukken van de tour zelf.

## Achtergrond en aankondiging
In 2012 kondigde Cyrus haar plannen aan om zich meer te gaan toeleggen op haar filmcarrière en haar muziekcarrière daarvoor te onderbreken. Later dat jaar verschenen de films LOL en So Undercover. In januari 2013 besloot Cyrus haar oude platenmaatschappij Hollywood Records te verlaten, de maatschappij waar ze onder andere haar albums Hannah Montana 2: Meet Miley Cyrus (2007), Breakout (2008), Can't Be Tamed (2010) en de extended play The Time of Our Lives (2009) had uitgebracht. Later die maand tekende ze een contract met platenmaatschappij RCA Records.
Het nieuwe album, Bangerz, werd uitgebracht op 4 oktober 2013. Het album kwam terecht op nummer 1 in de Billboard 200 met 270.000 verkochte exemplaren (in de eerste week) en stond wereldwijd hoog in de albumlijsten.
Tijdens haar optreden in de Today Show op 7 oktober 2013, liet Cyrus voor het eerst haar plannen doorschemeren om in 2014 te gaan toeren. Later die maand kondigde zij haar vierde tournee aan in het televisieprogramma Saturday Night Live. Claire Atkinson van de krant New York Post meldde dat de concertpromotors Live Nation en AEG Live beide in de strijd waren om de tournee te mogen organiseren. Enkele maanden later koos Cyrus voor Live Nation na overeengekomen te zijn dat zij 500.000 dollar per show zou gaan verdienen.
Op 11 november werden ter promotie van de tournee op YouTube enkele promotievideo's uitgebracht. Cyrus liet in december weten dat "The Blonds and Kenzo" de kleding voor de tournee zou ontwerpen. Een maand later, in januari 2014, werd ook Roberto Cavalli als ontwerper genoemd. Op 9 december 2013 werden de Europese tourneedata aangekondigd en op 13 december ging de kaartverkoop van start.
Literally my whole life is revolving around this tour right now. Diane Martel [...] and I, we’re putting together this tour that’s going to be insane. [...] The minute you step into my arena, the whole thing feels like you're a part of this crazy different world and you step in to a show the minute you walk in the door, rather than it being a show when I come onstage.— Miley Cyrus over de voorbereiding en concept van de Bangerz Tour

## Voorprogramma
Hoofd openingacts:

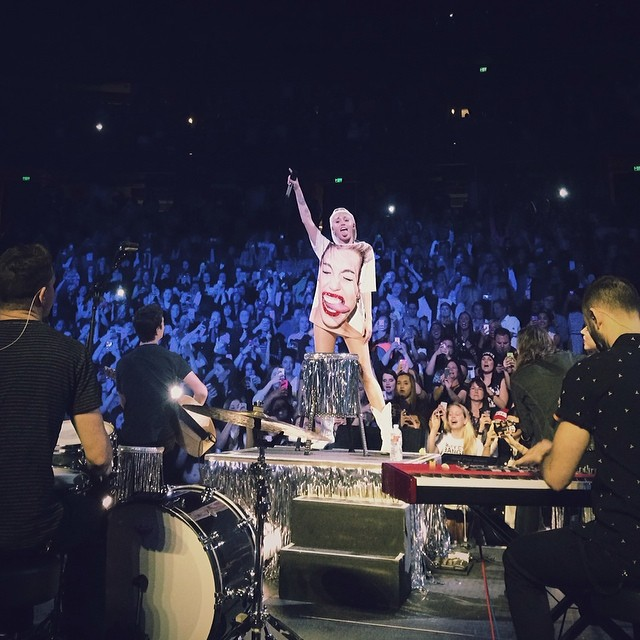
Miley Cyrus tijdens de Bangerz Tour in februari 2014.

- Icona Pop; Noord-Amerika (eerste deel van de tour).
- Sky Ferreira; Noord-Amerika (eerste deel van de tour) en Groot-Brittannië.
- Lilly Allen; Noord-Amerika (derde deel van de tour)[11]

Openingacts voor enkele shows:
- Alex Price; Zwitserland[12]
- Double Pleasure; België[13]
- DJ Weslo; Nederland[14]
- Lydia Sanz; Spanje[15]
- Andre Henriques; Portugal[16]

## Programma
Opmerkingen:

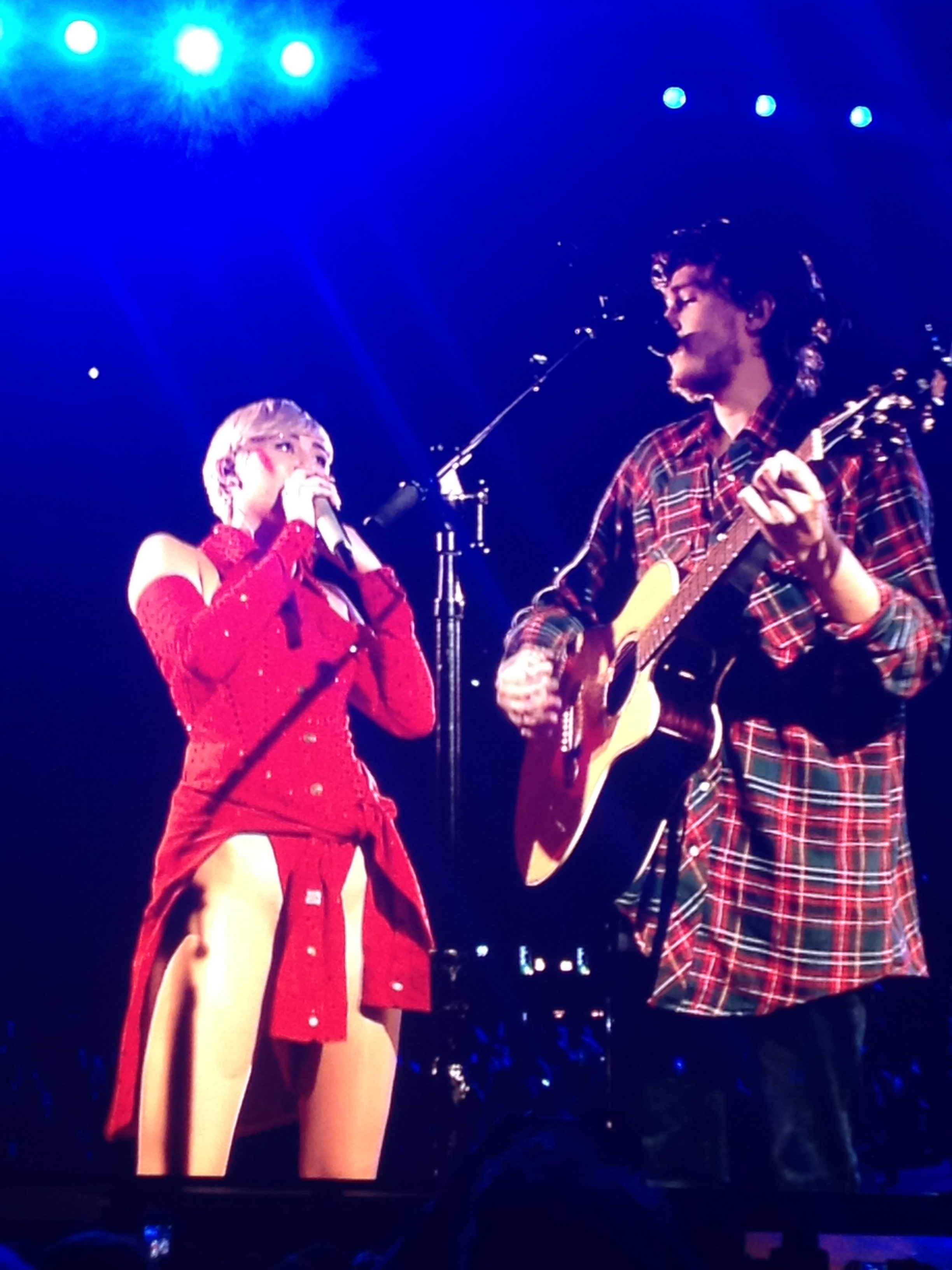
Miley en Braison Cyrus tijdens haar akoestische set in de Ziggo Dome in Amsterdam.

- Tijdens het optreden in Oakland, deed Cyrus een cover van het lied "Landslide" van Fleetwood Mac. Ook deed ze een cover van het lied "Yoshimi Battles the Pink Robots" van The Flaming Lips.[17]
- Tijdens het optreden in Phoenix, zong Cyrus haar (eerder uitgebracht in 2010) cover van "You're Gonna Make Me Lonesome When You Go" van Bob Dylan.[18]
- Tijdens het optreden in Las Vegas, deed Cyrus covers van de nummers "Summertime Sadness" door Lana Del Rey, "Why'd You Only Call Me When You're High" door Arctic Monkeys en "Ruler of My Heart" door Linda Ronstadt.[19]
- Tijdens het optreden in Rosemont, deed Cyrus een cover van "It Ain't Me Babe" door Bob Dylan.[20]
- Tijdens het optreden in Tulsa, deed Cyrus een cover van "The Scientist" door Coldplay.[21]
- Tijdens het optreden in Houston, deed Cyrus een cover van "Love Is Like A Butterfly" door Dolly Parton.[22]
- Tijdens het optreden in Amsterdam deed Cyrus een cover van "Lucy In The Sky With Diamonds" van The Beatles. Ze coverde ook "There Is a Light That Never Goes Out" van The Smiths.

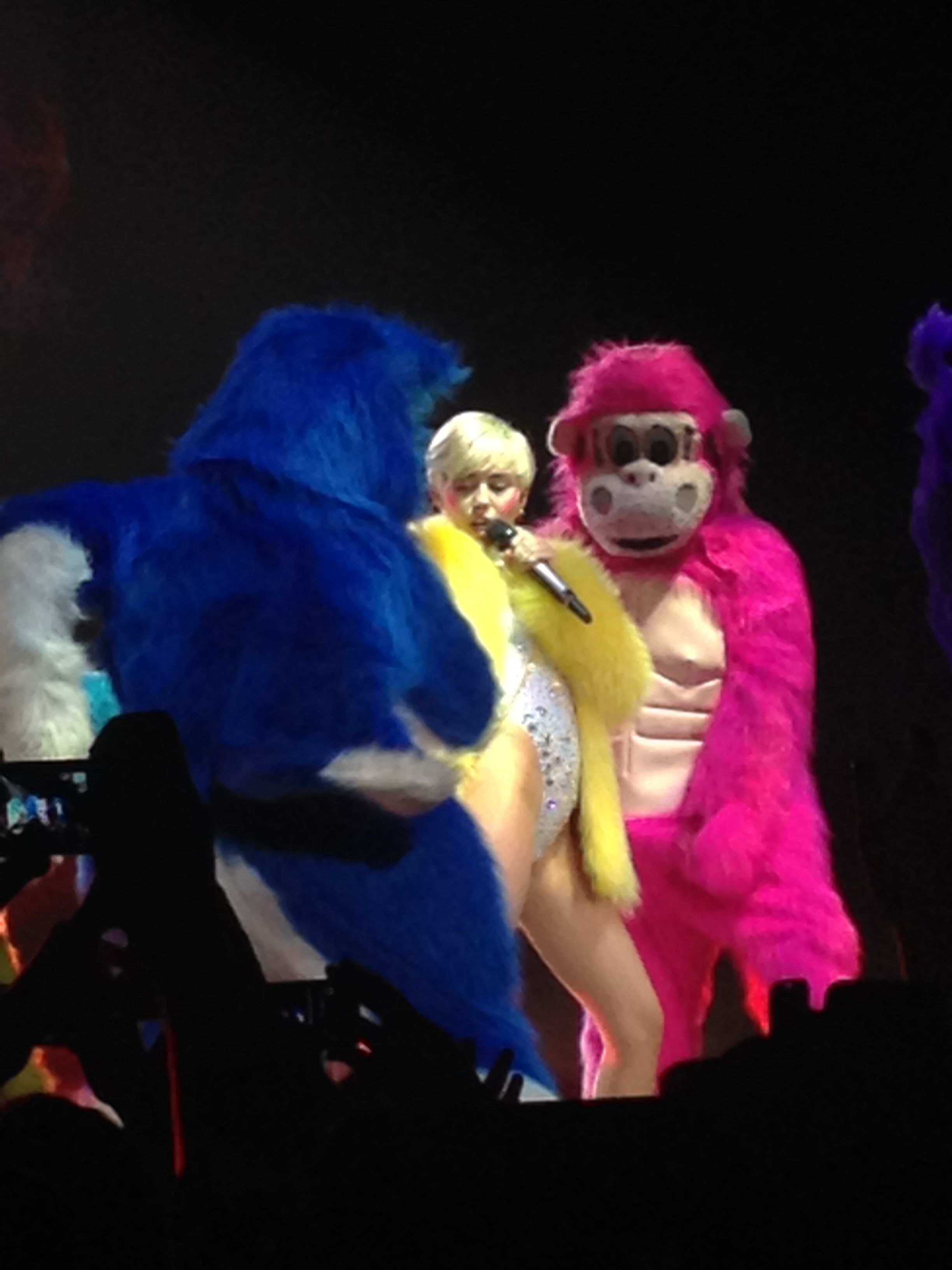
Miley tijdens haar nummer "On My Own" in de Ziggo Dome in Amsterdam.

## Shows
| Datum             | Plaats          | Land             | Arena                         | Openingsact            | Opkomst         | Opbrengst     |
| Noord-Amerika     | Noord-Amerika   | Noord-Amerika    | Noord-Amerika                 | Noord-Amerika          | Noord-Amerika   | Noord-Amerika |
| ----------------- | --------------- | ---------------- | ----------------------------- | ---------------------- | --------------- | ------------- |
| 14 februari 2014  | Vancouver       | Canada           | Rogers Arena                  | Icona Pop Sky Ferreira | —               | —             |
| 16 februari 2014  | Tacoma          | Verenigde Staten | Tacoma Dome                   | Icona Pop Sky Ferreira | —               | —             |
| 20 februari 2014  | Anaheim         | Verenigde Staten | Honda Center                  | Icona Pop Sky Ferreira | —               | —             |
| 22 februari 2014  | Los Angeles     | Verenigde Staten | Staples Center                | Icona Pop Sky Ferreira | 15.440 / 15.440 | $1.180.766    |
| 24 februari 2014  | Oakland         | Verenigde Staten | Oracle Arena                  | Icona Pop Sky Ferreira | —               | —             |
| 25 februari 2014  | San Jose        | Verenigde Staten | SAP Center                    | Icona Pop Sky Ferreira | —               | —             |
| 27 februari 2014  | Phoenix         | Verenigde Staten | US Airways Center             | Icona Pop Sky Ferreira | —               | —             |
| 1 maart 2014      | Las Vegas       | Verenigde Staten | MGM Grand Garden Arena        | Icona Pop Sky Ferreira | —               | —             |
| 4 maart 2014      | Denver          | Verenigde Staten | Pepsi Center                  | Icona Pop Sky Ferreira | —               | —             |
| 6 maart 2014      | Omaha           | Verenigde Staten | CenturyLink Center            | Icona Pop Sky Ferreira | —               | —             |
| 7 maart 2014      | Rosemont        | Verenigde Staten | Allstate Arena                | Icona Pop Sky Ferreira | —               | —             |
| 9 maart 2014      | Milwaukee       | Verenigde Staten | BMO Harris Bradley Center     | Icona Pop Sky Ferreira | —               | —             |
| 10 maart 2014     | St. Paul        | Verenigde Staten | Xcel Energy Center            | Icona Pop Sky Ferreira | —               | —             |
| 12 maart 2014     | Dallas          | Verenigde Staten | American Airlines Center      | Icona Pop Sky Ferreira | —               | —             |
| 13 maart 2014     | Tulsa           | Verenigde Staten | BOK Center                    | Icona Pop Sky Ferreira | —               | —             |
| 15 maart 2014     | San Antonio     | Verenigde Staten | AT&T Center                   | Icona Pop Sky Ferreira | —               | —             |
| 16 maart 2014     | Houston         | Verenigde Staten | Toyota Center                 | Icona Pop Sky Ferreira | —               | —             |
| 18 maart 2014     | New Orleans     | Verenigde Staten | New Orleans Arena             | Icona Pop Sky Ferreira | —               | —             |
| 20 maart 2014     | Tampa           | Verenigde Staten | Tampa Bay Times Forum         | Icona Pop Sky Ferreira | —               | —             |
| 22 maart 2014     | Miami           | Verenigde Staten | American Airlines Arena       | Icona Pop Sky Ferreira | —               | —             |
| 24 maart 2014     | Orlando         | Verenigde Staten | Amway Center                  | Icona Pop Sky Ferreira | —               | —             |
| 25 maart 2014     | Atlanta         | Verenigde Staten | Philips Arena                 | Icona Pop Sky Ferreira | —               | —             |
| 29 maart 2014     | Montréal        | Canada           | Bell Centre                   | Icona Pop Sky Ferreira | 15,100 / 15,100 | $1,115,660    |
| 31 maart 2014     | Toronto         | Canada           | Air Canada Centre             | Icona Pop Sky Ferreira | —               | —             |
| 2 april 2014      | Boston          | Verenigde Staten | TD Garden                     | Icona Pop Sky Ferreira | —               | —             |
| 3 april 2014      | East Rutherford | Verenigde Staten | Izod Center                   | Icona Pop Sky Ferreira | —               | —             |
| 5 april 2014      | New York        | Verenigde Staten | Barclays Center               | Icona Pop Sky Ferreira | —               | —             |
| 8 april 2014      | Raleigh         | Verenigde Staten | PNC Arena                     | Icona Pop Sky Ferreira | —               | —             |
| 10 april 2014     | Washington      | Verenigde Staten | Verizon Center                | Icona Pop Sky Ferreira | —               | —             |
| 12 april 2014     | Auburn Hills    | Verenigde Staten | The Palace of Auburn Hills    | Icona Pop Sky Ferreira | —               | —             |
| 13 april 2014     | Columbus        | Verenigde Staten | Value City Arena              | Icona Pop Sky Ferreira | —               | —             |
| Europa            |                 |                  |                               |                        |                 |               |
| 6 mei 2014        | Londen          | Engeland         | The O2 Arena                  | Sky Ferreira           | 12.806 / 16.088 | $1.221.720    |
| 10 mei 2014       | Leeds           | Engeland         | First Direct Arena            | Sky Ferreira           | —               | —             |
| 12 mei 2014       | Glasgow         | Schotland        | The SSE Hydro                 | —                      | —               | —             |
| 14 mei 2014       | Manchester      | Engeland         | Phones 4u Arena               | —                      | —               | —             |
| 16 mei 2014       | Birmingham      | Engeland         | National Indoor Arena         | —                      | —               | —             |
| 19 mei 2014       | Belfast         | Noord-Ierland    | Odyssey Complex               | —                      | —               | —             |
| 20 mei 2014       | Dublin          | Ierland          | The O2                        | —                      | —               | —             |
| 23 mei 2014       | Montpellier     | Frankrijk        | Park&Suites Arena             | —                      | —               | —             |
| 24 mei 2014       | Lyon            | Frankrijk        | Halle Tony Garnier            | —                      | —               | —             |
| 26 mei 2014       | Keulen          | Duitsland        | Lanxess Arena                 | —                      | —               | —             |
| 28 mei 2014       | Oslo            | Noorwegen        | Telenor Arena                 | —                      | —               | —             |
| 30 mei 2014       | Stockholm       | Zweden           | Ericsson Globe                | —                      | —               | —             |
| 1 juni 2014       | Helsinki        | Finland          | Hartwall Areena               | —                      | —               | —             |
| 4 juni 2014       | Kopenhagen      | Denemarken       | Forum Copenhagen              | —                      | —               | —             |
| 6 juni 2014       | Frankfurt       | Duitsland        | Festhalle Frankfurt           | —                      | —               | —             |
| 7 juni 2014       | Zürich          | Zwitserland      | Hallenstadion                 | Alex Price             | 12,628 / 13,000 | $1,230,050    |
| 8 juni 2014       | Milaan          | Italië           | Mediolanum Forum              | —                      | —               | —             |
| 10 juni 2014      | Wenen           | Oostenrijk       | Wiener Stadthalle             | —                      | —               | —             |
| 13 juni 2014      | Barcelona       | Spanje           | Palau Sant Jordi              | Lydia Sanz             | —               | —             |
| 15 juni 2014      | Lissabon        | Portugal         | MEO Arena                     | Andre Henriques        | —               | —             |
| 17 juni 2014      | Madrid          | Spanje           | Palacio de Deportes           | Lydia Sanz             | —               | —             |
| 20 juni 2014      | Antwerpen       | België           | Sportpaleis                   | Double Pleasure        | 16,740 / 18,936 | $1,187,240    |
| 22 juni 2014      | Amsterdam       | Nederland        | Ziggo Dome                    | DJ Weslo               | —               | —             |
| Noord-Amerika     |                 |                  |                               |                        |                 |               |
| 1 augustus 2014   | Uniondale       | Verenigde Staten | Nassau Coliseum               | Lily Allen             | —               | —             |
| 2 augustus 2014   | Philadelphia    | Verenigde Staten | Wells Fargo Center            | Lily Allen             | —               | —             |
| 4 augustus 2014   | Pittsburgh      | Verenigde Staten | Consol Energy Center          | Lily Allen             | —               | —             |
| 6 augustus 2014   | Charlotte       | Verenigde Staten | Time Warner Cable Arena       | Lily Allen             | —               | —             |
| 7 augustus 2014   | Nashville       | Verenigde Staten | Bridgestone Arena             | Lily Allen             | —               | —             |
| 9 augustus 2014   | Louisville      | Verenigde Staten | KFC Yum! Center               | Lily Allen             | —               | —             |
| 10 augustus 2014  | St. Louis       | Verenigde Staten | Scottrade Center              | Lily Allen             | —               | —             |
| 12 augustus 2014  | Kansas City     | Verenigde Staten | Sprint Center                 | —                      | —               | —             |
| 14 augustus 2014  | Chicago         | Verenigde Staten | United Center                 | —                      | —               | —             |
| 11 september 2014 | San Juan        | Puerto Rico      | Coliseo de Puerto Rico        | —                      | —               | —             |
| 16 september 2014 | Monterrey       | Mexico           | Monterrey Arena               | —                      | —               | —             |
| 18 september 2014 | Mexico City     | Mexico           | Mexico City Arena             | —                      | —               | —             |
| 21 september 2014 | Guadalajara     | Mexico           | Auditorio Telmex              | —                      | —               | —             |
| Zuid-Amerika      |                 |                  |                               |                        |                 |               |
| 26 september 2014 | São Paulo       | Brazilië         | Anhembi Arena                 | —                      | —               | —             |
| 28 september 2014 | Rio de Janeiro  | Brazilië         | Praça da Apoteose             | —                      | —               | —             |
| 1 oktober 2014    | Santiago        | Chili            | Movistar Arena                | —                      | —               | —             |
| 3 oktober 2014    | Buenos Aires    | Argentinië       | Estadio G.E.B.A.              | —                      | —               | —             |
| Oceanië           |                 |                  |                               |                        |                 |               |
| 8 oktober 2014    | Auckland        | Nieuw-Zeeland    | Vector Arena                  | —                      | —               |               |
| 10 oktober 2014   | Melbourne       | Australië        | Rod Laver Arena               | —                      | —               | —             |
| 15 oktober 2014   | Brisbane        | Australië        | Brisbane Entertainment Centre | —                      | —               | —             |
| 17 oktober 2014   | Sydney          | Australië        | Allphones Arena               | —                      | —               | —             |
| 20 oktober 2014   | Adelaide        | Australië        | Adelaide Entertainment Centre | —                      | —               | —             |
| 23 oktober 2014   | Perth           | Australië        | Perth Arena                   | —                      | —               | —             |
| Totaal            | Totaal          | Totaal           | Totaal                        | Totaal                 | —               | —             |

## Verplaatste en geannuleerde shows
In april 2014 werd Cyrus ziek en moest een aantal weken in het ziekenhuis verblijven. Hierdoor werd Cyrus genoodzaakt om een aantal shows te annuleren. Het grootste deel van de geannuleerde shows werd later alsnog verplaatst naar augustus.
| Datum concert     | Land             | Plaats                 | Arena                   | Reden                                  |
| ----------------- | ---------------- | ---------------------- | ----------------------- | -------------------------------------- |
| 25 april 2014     | Verenigde Staten | Mashantucket           | Foxwoods Resort Casino  | Ernstig allergische reactie            |
| 13 september 2014 | Santo Domingo    | Dominicaanse Republiek | Estadio Quisqueya       | Verboden door de Dominicaanse overheid |
| 24 september 2014 | Brazilië         | Brasília               | Nilson Nelson Gymnasium | Logistieke problemen                   |

| Datum concert | Verplaatst naar  | Land             | Plaats       | Arena                   | Reden                       |
| ------------- | ---------------- | ---------------- | ------------ | ----------------------- | --------------------------- |
| 7 april 2014  | 6 augustus 2014  | Verenigde Staten | Charlotte    | Time Warner Cable Arena | Ernstig allergische reactie |
| 15 april 2014 | 12 augustus 2014 | Verenigde Staten | Kansas City  | Sprint Center           | Ernstig allergische reactie |
| 16 april 2014 | 10 augustus 2014 | Verenigde Staten | St. Louis    | Scottrade Center        | Ernstig allergische reactie |
| 18 april 2014 | 7 augustus 2014  | Verenigde Staten | Nashville    | Bridgestone Arena       | Ernstig allergische reactie |
| 19 april 2014 | 9 augustus 2014  | Verenigde Staten | Louisville   | KFC Yum! Center         | Ernstig allergische reactie |
| 21 april 2014 | 2 augustus 2014  | Verenigde Staten | Philadelphia | Wells Fargo Center      | Ernstig allergische reactie |
| 24 april 2014 | 1 augustus 2014  | Verenigde Staten | Uniondale    | Nassau Coliseum         | Ernstig allergische reactie |
| 2 mei 2014    | 22 juni 2014     | Nederland        | Amsterdam    | Ziggo Dome              | Ernstig allergische reactie |
| 4 mei 2014    | 20 juni 2014     | België           | Antwerpen    | Sportpaleis             | Ernstig allergische reactie |